# Erik Arup
Erik Ipsen Arup (født 22. november 1876 i Slangerup, død 23. september 1951 i København) var en dansk historiker og professor.

## Liv og karriere
Erik Ipsen Arup var søn af lægen Peter Michael Christian Arup (1845–1915) og Malvina Cathrine Ipsen (1852–1934). Barndomshjemmet beskrives som meget kulturelt.
Arup blev i 1898 tildelt Københavns Universitets guldmedalje og blev i 1907 dr.phil. på afhandlingen Studier i engelsk og tysk handels historie. En undersøgelse af kommissionshandelens praksis og theori i engelsk og tysk handelsliv 1350-1850. 1908-1914 var han arkivar (fra 1909 overarkivar) i Udenrigsministeriet. 22. december 1913 blev han udnævnt til den første departementschef for Statsministeriet og statsrådssekretær. Før da varetog statsrådssekretæren (J.L.R. Koefoed, der gik på pension) opgaven, men Carl Theodor Zahle skabte den nye stilling ved et hastebehandlet lovforslag i december. 1. februar 1916 afløste Arup Kristian Erslev som professor i historie ved Københavns Universitet, en stilling han besad frem til 31. januar 1947. Fra 1. oktober 1935 var han professor Rostgardianus.
Arups hovedværk var en danmarkshistorie, Danmarks Historie, 1–3 (København 1925-55), hvis to første bind blev udsat for kraftig kritik ved udgivelsen i henholdsvis 1925 og 1932,, idet de begge var meget farvet af Arups politiske verdensbillede. Det må betragtes som hovedårsagen til, at Arup aldrig færdiggjorde værket, og at tredje bind først blev udgivet efter Arups død af eleven Aksel E. Christensen. 1961-67 blev danmarkshistorien fotografisk optrykt i fire bind. Aksel E. Christensen stod også for udgivelsen af Erik Arup: Udvalgte Afhandlinger og Anmeldelser, 1-2 (København 1977), der rummer materiale fra tiden 1900-47.
Et hyppigt brugt citat stammer fra Erik Arups anmeldelse af Vilhelm Grønbech, Religionsskiftet i Norden, i Historisk Tidsskrift (1914), side 107-108, hvor Arup siger, at historieskrivning handler om "at digte over de Kendsgerninger, der virkelig kan udsondres af Kilderne som tilforladelige, over dem alle, ikke imod dem og ikke udover dem".
I 1939 blev Arup part i en retssag mod historikeren Vilhelm la Cour. Sagen havde sine rødder tilbage i 1936, hvor Vilhelm la Cour havde tabt til Albert Olsen i konkurrencen om professoratet efter Aage Friis. Arup havde siddet i ansættelsesudvalget og været hovedårsagen til, at la Cour ikke blev ansat. Senere ansøgte la Cour om et professorat på Aarhus Universitet, men trak sig tilbage, da han fandt ud, at Arup var med i ansættelsesudvalget. 3. november 1938 offentliggjorde la Cour sin begrundelse for at have trukket sin ansøgning. Den indeholdt en række kraftige beskyldninger mod Arup, som fik rektoren ved Københavns Universitet til at presse statsadvokaten til at lægge sag an for injurier. Sagen kom for retten i Helsingør 29.-31. marts 1939. Ingen vandt, men la Cours anklager mod Arup blev kendt ubeføjede, uden at han blev idømt bøde for dem.

## Forfatterskab

### På internettet
- Erik Arup: "Det saakaldte Klageskrift mod Biskopperne 1536" (Historisk Tidsskrift, 7. række, Bind 2; 1899) Arkiveret 21. september 2020 hos  Wayback Machine
- Erik Arup: "Den finansielle side af erhvervelsen af hertugdømmerne 1460-1487" (Historisk Tidsskrift, 7. række, Bind 4; 1902) Arkiveret 9. marts 2012 hos  Wayback Machine
- Erik Arup: "Den finansielle side af erhvervelsen af hertugdømmerne 1460-1487 (sluttet)" (Historisk Tidsskrift, 7. række, Bind 4; 1902) Arkiveret 9. marts 2012 hos  Wayback Machine
- Erik Arup: "En tabt Kilde hos Hvitfeldt" (Historisk Tidsskrift, 8. række, Bind 1; 1907) Arkiveret 21. september 2020 hos  Wayback Machine
- Erik Arup: "Leding og ledingsskat i det 13. Aarhundrede" (Historisk Tidsskrift, 8. række, Bind 5; 1914) Arkiveret 5. marts 2016 hos  Wayback Machine
- Erik Arup: "Kritiske Studier i nyere dansk Historie" (Historisk Tidsskrift, 9. række, Bind 1; 1918) Arkiveret 5. marts 2016 hos  Wayback Machine
- Erik Arup: "Kritiske Studier i nyere dansk Historie" (Historisk Tidsskrift, 9. række, Bind 2; 1921) Arkiveret 5. marts 2016 hos  Wayback Machine